# Театр Солис

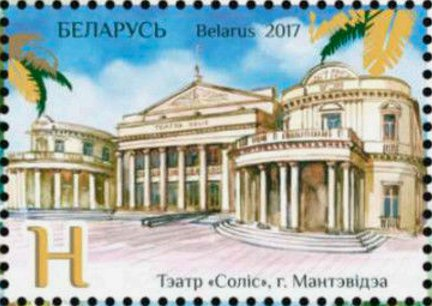
Театр Солис на почтовой марке Республики Беларусь 2017 года

Театр Солис (исп. Teatro Solís) — старейший театр в Уругвае и всём западном полушарии. Расположен в районе Старого города Монтевидео, рядом с площадью Независимости. Построен по проекту итальянского архитектора Карло Цукки в неоклассическом стиле и официально открыт 25 августа 1856 года. Боковые крылья здания завершены в 1874 году под руководством французского архитектора Виктора Рабю.
Театр назван в честь испанского первооткрывателя Хуана Диаса де Солис. Первой постановкой на сцене театра стала опера Джузеппе Верди «Эрнани».
В 1998 году правительство Монтевидео начало капитальную реконструкцию театра, которая включила установку двух колонн, спроектированных Филиппом Старком. Реконструкция была завершена в 2004 году.
Премьера La Parisina Томаса Гирибальди, считающейся первой Уругвайской национальной оперой, состоялась в Театре Солис 14 сентября 1878 года.
Театр Солис принадлежит правительству Монтевидео.